# Toke Lund Christiansen
Toke Lund Christiansen (født 24. oktober 1947) er en dansk fløjtenist og forfatter. Han er søn af kongelig kapelmusicus, professor Asger Lund Christiansen. Toke Lund Christiansen var 2. solofløjtenist ved DR Radiosymfoniorkestret og er docent ved Det Kgl. Danske Musikkonservatorium, hvor han underviser både i solo og sammenspil. Desuden er han medstifter af og solofløjtenist i Collegium Musicum samt aktiv solist, kammermusiker og mesterkursuslærer samt har indspillet mange cd'er.
Med torsdagskoncerten 6. december og gentagelseskoncerten fredag 7. december 2012 afsluttede Toke Lund Christiansen sit 44-årige virke som 2. solofløjtenist ved DR Radiosymfoniorkestret og gik på pension. Toke Lund Christiansen har siden 1986 været medlem af Jacob Gades Legats bestyrelse.

## Biografi
Som søn af cellisten og komponisten Asger Lund Christiansen og sangerinden Jytte Lund Christiansen voksede Toke Lund Christiansen op med klassisk musik. Fra han var otte år kom han med i Tivoligarden, først med marchfløjte og siden med Boehm-fløjte. I garden spillede han ofte duetter med fløjtenisten Thomas Jensen, og de var i Tivolis koncertsal i 1963 solister sammen i Joachim Andersens Allegro Militaire for to fløjter og orkester. I 1964 hørte han fløjtenisten Holger Gilbert-Jespersen og besluttede sig for at blive fløjtenist. Samme år blev han optaget på DKDM i Poul Birkelunds klasse. Herfra debuterede han i 1968 som solist i Mozarts fløjtekoncert i G-Dur med sin franske lærer Marcel Moyse som dirigent. Efter konservatoriet studerede han et halvt år i London med William Bennett som lærer. Fra 1968 til 2013 var Toke Lund Christiansen solofløjtenist i DR-Symfoniorkester. I 1984 var han medstifter og solofløjtenist i kammerorkestret Collegium Musicum.
Toke Lund Christiansen er docent i fløjtespil ved DKDM i København.
Toke Lund Christiansen har indspillet en række LP'er og CD'er, heriblandt de samlede fløjtekompositioner af Jaques Ibert, Camille Saint-Säens, Albert Roussel og Friedrich Kuhlau (alle på edition Kontrapunkt). Han har indspillet fløjtekoncerter af Carl Nielsen (Chandos), Eduard Dupuy (Da Capo) Erik Norby (Da Capo) og N.V.Bentzon (LP, Dansk Musikantologi).
Toke Lund Christiansen har skrevet
- Udsigt til Musik (om kunsten at lade sig dirigere (Gyldendal 2001)
- Sebastians Drøm, roman (Borgens forlag 2004)
- Holberg og Musikken (forlaget Vandkunsten 2009)
- Mozarts øre (Forlaget Vandkunsten, 2010)
- Spredt Bifald, et år med DR Symfoniorkester (Forlaget Vandkunsten 2011) samt
- Fløjtespil i Danmark indtil år 1800 (Forlaget L og H Facts & Fiction, 2007). På nettet er fortsættelsen: Fløjtespil i Danmark efter år 1800 til frit at downloade på: www.kenderdupan.dk.
- Musikken og Hjernen, (sammen med Jesper Ryberg) (Gyldendal 2017)
- Bentzon, komponist, pianist og provokatør (Aarhus Universitetsforlag, 2019)
- Den sidste musikdirektør (Udsen, 2020)

Toke Lund Christiansen bor i Valby med sin kone, forfatteren Helle Ryding. Han er far til sønnerne Christopher, Simon og Andreas.

## Repertoire
Toke Lund Christiansens repertoire spænder vidt fra klassicismens Haydn, Kuhlau og Beethoven til det romantiske Franz Schubert, den franske skoles Albert Roussel og Jacques Ibert, men også de danske nyere komponister Carl Nielsen og Per Nørgård. Han har indspillet meget musik, hvoraf især de mange Kuhlau-værker og Carl Nielsens fløjtekoncert må nævnes. Oftest har han indspillet hos Kontrapunkt, Da Capo og Chandos.

### Kronologisk oversigt
- Udsigt til musik : om dirigenter og kunsten at dirigere, 2001 – fagbog
- Sebastians Drøm, 2004 – roman
- Fløjtespil i Danmark indtil år 1800, 2007 – fagbog
- Fløjtespil i Danmark efter år 1800, 2011 – artikelsamling[6]
- Spredt bifald, 2012 – dagbog[7]
- Den sidste musikdirektør, 2020 – satirisk fortælling[8]